# Две Марии
Две Марии (галис. As dúas Marías) — памятник, который находится при входе в парк Аламеда города Сантьяго-де-Компостела.
В 1994 году скульптор Сесар Ломбера (галис. César Lombera) поставил памятник двум Мариям, реальным сёстрам-старушкам, которых звали Маруша (умерла в 1983) и Коралия (умерла в 1980) Фандиньо Рикарт, и которые каждый день приходили в этот парк поговорить со студентами. Пожилые дамы всегда были при макияже и тщательно и ярко одеты.
Не найдено сведений о том, что сестры Рикарт придерживались левых убеждений, но вся семья Ricart сильно пострадала во время Гражданской войны и режима Франко, а горожане Сантьяго-де-Компостела хорошо знали этих пожилых дам, сочувствовали и помогали им кто чем мог.